# 福間知之
福間 知之（ふくま ともゆき、1927年9月20日 - 2000年1月7日）は、日本の政治家、参議院議員（3期）。日本社会党に所属し、派閥は政構研であった。

## 経歴
大阪府大阪市出身。旧制大阪府立市岡中学校卒業。1946年松下電器入社。1953年同労組書記長、同委員長、1962年電機労連中央執行副委員長、1964年初代IMF-JC（全日本金属産業労働組合協議会）議長を経て、1974年の第10回参議院議員通常選挙全国区に無所属（電機労連の組織内候補）で立候補し、初当選。その後、日本社会党に入党。
1986年、日本社会党政策担当中執。
1992年、第16回参議院議員通常選挙に立候補せず政界引退。
1997年、秋の叙勲で勲二等旭日重光章受章。
2000年1月7日、多臓器不全のため神奈川県横浜市港北区の自宅で死去、72歳。死没日をもって正四位に叙される。

## 著書
- 『新情報化社会論』（PHP研究所、1986年）
- 『原子力は悪魔の手先か』（テレメディア、1989年）
- 『国民のための政権戦略』（新情報社会研究グループとの共著、21総合研究所、1992年）